# Малая Нисогора
Малая Нисогора — деревня в Лешуконском районе Архангельской области России. Входит в Лешуконское сельское поселение.
Расположена на левом берегу Мезени в 12 км к северо-западу от села Лешуконского (18 км по реке) и в 245 км к востоку от Архангельска. На севере и северо-западе в 0,7 км от деревни находится таёжный лес.
Имеется грунтовая дорога вдоль берега вверх по реке к ближайшей деревне Большая Нисогора (2,3 км к западу) и далее до райцентра (с бродом через устье Ежуги).
Объекты социальной инфраструктуры отсутствуют. Достопримечательность: недействующая мельница (1910).
В деревне расположен гидропост Мезени.

## Население
| 2002 | 2010 | 2012 |
| ---- | ---- | ---- |
| 31   | ↘14  | →14  |

Национальный состав (2010): русские.
В 1888 году в деревне насчитывалось 34 дома и 204 прихожанина.